# 鹿野武一
鹿野 武一（かの ぶいち、たけかず、1918年（大正7年）1月26日 - 1955年（昭和30年）3月2日）は、旧日本軍の軍人。
京都府京都市中京区生まれ。シベリア抑留者。ラーゲリ生活で石原吉郎に甚大な影響を与えた人物。菅季治とも交友があった。

## 関連書籍
- 『内なるシベリア抑留体験―石原吉郎・鹿野武一・菅季治の戦後史』多田茂治
- 『石原吉郎詩文集 (講談社文芸文庫)』講談社、2005年 ISBN 4061984098)